# Трикала (дим)
Три́кала (греч. Δήμος Τρικκαίων) — община (дим) в Греции. Входит в периферийную единицу Трикала в периферии Фессалия. Население 81 355 человек по переписи 2011 года. Площадь общины — 607,585 квадратного километра. Плотность — 133,9 человека на квадратный километр. Административный центр — Трикала. Димархом на местных выборах в 2014 году избран Димитрис Папастерьиу (Δημήτρης Παπαστεργίου).
Община Трикала создана в 1883 году (ΦΕΚ 126Α). Получила название от греч. Τρικκαίοι — «жители города Трикка». В 2010 году (ΦΕΚ 87Α) по программе «Калликратис» к общине Трикала присоединены упразднённые общины Эстиеотида, Калидендро, Козиакас, Мегало-Каливия, Палиокастро, Паралитеи и Фалория.

## Административное деление

Административное деление общины:
1 — Трикала
2 — по часовой стрелке сверху: Паралитеи, Палиокастро, Эстиеотида, Мегало-Каливия, Калидендро, Козиакас, Фалория

Община (дим) Трикала делится на 8 общинных единиц.